# Hans Stanggassinger
Hans Stanggassinger (Berchtesgaden, 5 de enero de 1960) es un deportista alemán que compitió para la RFA en luge en la modalidad doble.
Participó en los Juegos Olímpicos de Sarajevo 1984, obteniendo una medalla de oro en la prueba doble (junto con Franz Wembacher). Ganó dos medallas de bronce en el Campeonato Mundial de Luge, en los años 1981 y 1983, y dos medallas en el Campeonato Europeo de Luge, plata en 1984 y bronce en 1982.

## Palmarés internacional
| Juegos Olímpicos   | Juegos Olímpicos             | Juegos Olímpicos  | Juegos Olímpicos |
| Año                | Lugar                        | Medalla           | Prueba           |
| ------------------ | ---------------------------- | ----------------- | ---------------- |
| 1984               | Sarajevo (Yugoslavia)        | Medalla de oro    | Doble            |
| Campeonato Mundial |                              |                   |                  |
| Año                | Lugar                        | Medalla           | Prueba           |
| 1981               | Hammarstrand (Suecia)        | Medalla de bronce | Doble            |
| 1983               | Lake Placid (Estados Unidos) | Medalla de bronce | Doble            |
| Campeonato Europeo |                              |                   |                  |
| Año                | Lugar                        | Medalla           | Prueba           |
| 1982               | Winterberg (RFA)             | Medalla de bronce | Doble            |
| 1984               | Valdaora (Italia)            | Medalla de plata  | Doble            |